# أولاد يعكوب (سكورة أهل الوسط)
أولاد يعكوب هي إحدى مشيخات المملكة المغربية، تتبع جغرافيا لإقليم ورززات وإداريًا لسكورة أهل الوسط. يقدر عدد سكانها بـ 4151 نسمة حسب الإحصاء الرسمي للسكان والسكنى لسنة 2004.